# Christine Belisle
Pour les articles homonymes, voir Bélisle.
Pas d'image ? Cliquez ici

a Compétitions nationales et continentales officielles uniquement.

b Matchs officiels uniquement.
Dernière mise à jour le 29 mai 2025.
Christine Belisle, née le 4 novembre 1993 à Peterborough (Canada), est une joueuse internationale écossaise d'origine canadienne de rugby à XV évoluant au poste de pilier. Elle joue en Angleterre au Loughborough Lightning.

## Biographie
Christine Belisle naît le 4 novembre 1993. Elle pratique d'abord le patinage, jusqu'à ses 15 ans et sa découverte du rugby à XV dans le cadre scolaire. Elle explique son amour immédiat pour ce sport par le fait de pouvoir y utiliser ses qualités physiques naturelles.
En 2015, elle déménage à Glasgow en Écosse, un choix sans rapport avec le rugby. Elle fait des petits boulots puis trouve un club où jouer : le Cartha Queens Park, le plus proche de chez elle. Elle s'y plait et au bout de trois ans elle devient éligible au XV du Chardon. Elle est d'abord testée dans un effectif élargi de rugby à sept, et l'année suivante elle part en tournée en Afrique du Sud, où elle gagne sa première sélection.
En 2021, elle rejoint le club anglais du Loughborough Lightning. Elle compte 18 sélections en équipe d'Écosse quand elle est retenue en septembre 2022 pour disputer la Coupe du monde en Nouvelle-Zélande.
À l'automne 2023, elle remporte avec l'équipe d'Écosse la première édition du WXV, dans la deuxième poule,.

## Palmarès
- Vainqueur du WXV2 en 2023.